# Ioan Zane
Ioan Zane (n. 5 noiembrie 1934, București) a fost un opozant al regimului comunist.

## Biografie
Ioan Zane s-a născut la 5 noiembrie 1934 în București. După absolvirea liceului s-a înscris la Facultatea de Filozofie, Secția de Ziaristică a Universității din București. A participat, când era student în anul V, la organizarea mișcărilor revendicative ale studenților din București în 1956 (vezi Mișcările studențești din București din 1956). Împreună cu Dumitru Arvat, Romulus Resiga, Alexandru Bulai și Aurel Lupu a constituit "Comitetul Național Român" cu intenția de a redacta și difuza manifeste cu caracter anticomunist. A fost arestat la 14 decembrie 1957 și anchetat de locotenent major Nicolae Trandafir, locotenent major Alexandru Iordan și locotenentul major Ilie Iliescu. A fost judecat în lotul "Bulai", fiind condamnat prin sentința Nr. 585 din 24 iunie 1958 a Tribunalului Militar București la 5 ani de închisoare corecțională.
A fost eliberat, după expirarea pedepsei, la 11 decembrie 1964. Nu și-a continuat studiile universitare și a lucrat ca merceolog la întreprinderea Tehnometal din București. 